# ミンコフスキーの不等式
数学の関数解析学におけるミンコフスキーの不等式（ミンコフスキーのふとうしき、英語: Minkowski's inequality）とは、Lp空間がノルム線型空間であることを述べる、数学の定理である。三角不等式の一般化とも言える。数学者ヘルマン・ミンコフスキーに因む。

## 定理の内容
S を測度空間、1 ≦ p ≦ ∞ を任意の実数、f と g を Lp(S) の要素すなわち p乗可積分関数とする。このとき f + g も Lp(S) に含まれ、
{\displaystyle \|f+g\|_{p}\leq \|f\|_{p}+\|g\|_{p}}
が成立する。
1 < p < ∞ における等号成立の必要十分条件は、f と g が正の線形従属であること、すなわち、ある c ≧ 0 が存在して f = c・g もしくは g = c・f と書けることである。これらの事実から、ミンコフスキーの不等式とはLp(S)に対する三角不等式の一般化と言える。
ヘルダーの不等式と同様、ミンコフスキーの不等式も数え上げ測度によって有限次元ベクトル空間における特別な場合を考えることができる：
{\displaystyle \left(\sum _{k=1}^{n}|x_{k}+y_{k}|^{p}\right)^{1/p}\leq \left(\sum _{k=1}^{n}|x_{k}|^{p}\right)^{1/p}+\left(\sum _{k=1}^{n}|y_{k}|^{p}\right)^{1/p}}
ここで x1, …, xn, y1, …, yn は任意の実数または複素数であり、n はベクトル空間の次元である。

## 証明
最初に、補題「f と g の p 乗ノルムが共に有限ならば f + g もそうである」を示さなければならない。まず h(x) = xp (p > 1) が正の実数の集合R+ における凸関数であることから、正の a, b に対し
{\displaystyle \left({\frac {a+b}{2}}\right)^{p}\leq {\frac {a^{p}+b^{p}}{2}}}
が従う。これを 2p 倍して (a + b)p ≦ 2p−1 ap + 2p−1bp を得るが、これは先の補題の成立を示す。
こうして {\displaystyle \|f+g\|_{p}} というものが意味を持つようになった。もしそれが零ならば不等式は自明に成り立つので、非零の場合を考える。まず
{\displaystyle \|f+g\|_{p}^{p}=\int |f+g|^{p}\,\mathrm {d} \mu }
{\displaystyle \leq \int (|f|+|g|)|f+g|^{p-1}\,\mathrm {d} \mu }
{\displaystyle =\int |f||f+g|^{p-1}\,\mathrm {d} \mu +\int |g||f+g|^{p-1}\,\mathrm {d} \mu \cdots (*)}
であり、ここでヘルダーの不等式を使うと
{\displaystyle (*)\leq \left(\left(\int |f|^{p}\,\mathrm {d} \mu \right)^{1/p}+\left(\int |g|^{p}\,\mathrm {d} \mu \right)^{1/p}\right)\left(\int |f+g|^{(p-1)\left({\frac {p}{p-1}}\right)}\,\mathrm {d} \mu \right)^{1-{\frac {1}{p}}}}
{\displaystyle =(\|f\|_{p}+\|g\|_{p}){\frac {\|f+g\|_{p}^{p}}{\|f+g\|_{p}}}}
となる。こうしてミンコフスキーの不等式（の定数倍）が得られた。

## ミンコフスキーの積分不等式
{\displaystyle (S_{1},\mu _{1})}, {\displaystyle (S_{2},\mu _{2})} はσ-有限な測度空間で、関数 {\displaystyle F:S_{1}\times S_{2}\rightarrow \mathbb {R} } は可測とする。 {\displaystyle F\geq 0} かつ {\displaystyle 1\leq p<\infty } ならば次が成り立つ：
{\displaystyle \left[\int _{S_{1}}\left(\int _{S_{2}}F(x,y)\,\mu _{2}(y)\right)^{p}\mu _{1}(x)\right]^{\frac {1}{p}}\leq \int _{S_{2}}\left[\int _{S_{1}}F(x,y)^{p}\,\mu _{1}(x)\right]^{\frac {1}{p}}\mu _{2}(y)}
{\displaystyle 1\leq p\leq \infty } であって、ほとんど全ての {\displaystyle y\in S_{2}} に対して {\displaystyle F(\cdot ,y)\in L^{p}(S_{1})} 、かつ関数 {\displaystyle y\mapsto \|F(\cdot ,y)\|_{p}} は {\displaystyle L^{1}(S_{2})} に属するならば、ほとんど全ての {\displaystyle x\in S_{1}} に対して {\displaystyle F(x,\cdot )\in L^{1}(S_{2})} 、かつ関数 {\displaystyle x\mapsto \int F(x,y)d\mu _{2}(y)} は {\displaystyle L^{p}(S_{1})} であって、次の不等式が成り立つ：
{\displaystyle \left\|\int _{S_{2}}F(\cdot ,y)d\mu _{2}(y)\right\|_{p}\leq \int _{S_{2}}\left\|F(\cdot ,y)\right\|_{p}d\mu _{2}(y)}